# Puig de les Serres
El Puig de les Serres és una muntanya de 308 metres que es troba al municipi de Sant Martí de Llémena, a la comarca del Gironès.